# Saint-Michel-de-Maurienne
Saint-Michel-de-Maurienne is een gemeente in het Franse departement Savoie (regio Auvergne-Rhône-Alpes). De plaats maakt deel uit van het arrondissement Saint-Jean-de-Maurienne. De gemeente telde 2.432 inwoners op 1 januari 2022.
Het rustieke dorpje ligt vlak op de grote weg die het Maurienne-dal doorkruist richting Modane.
Enkele bezienswaardigheden van het dorp zijn:
- De Col du Télégraphe richting Valloire.
- Het cafeetje Lucky Bar aan de hoofdweg door het dorp (Uit de richting van Modane, enkele tientallen meters na de weg richting Valloire aan de linkerkant).

In 1917 kwamen tijdens de treinramp van Saint Michel de Maurienne 700-800 soldaten, die terugkeerden van het front om het leven.

## Geografie
De oppervlakte van Saint-Michel-de-Maurienne bedroeg op 1 januari 2022 36,31 vierkante kilometer; de bevolkingsdichtheid was toen 67 inwoners per km².

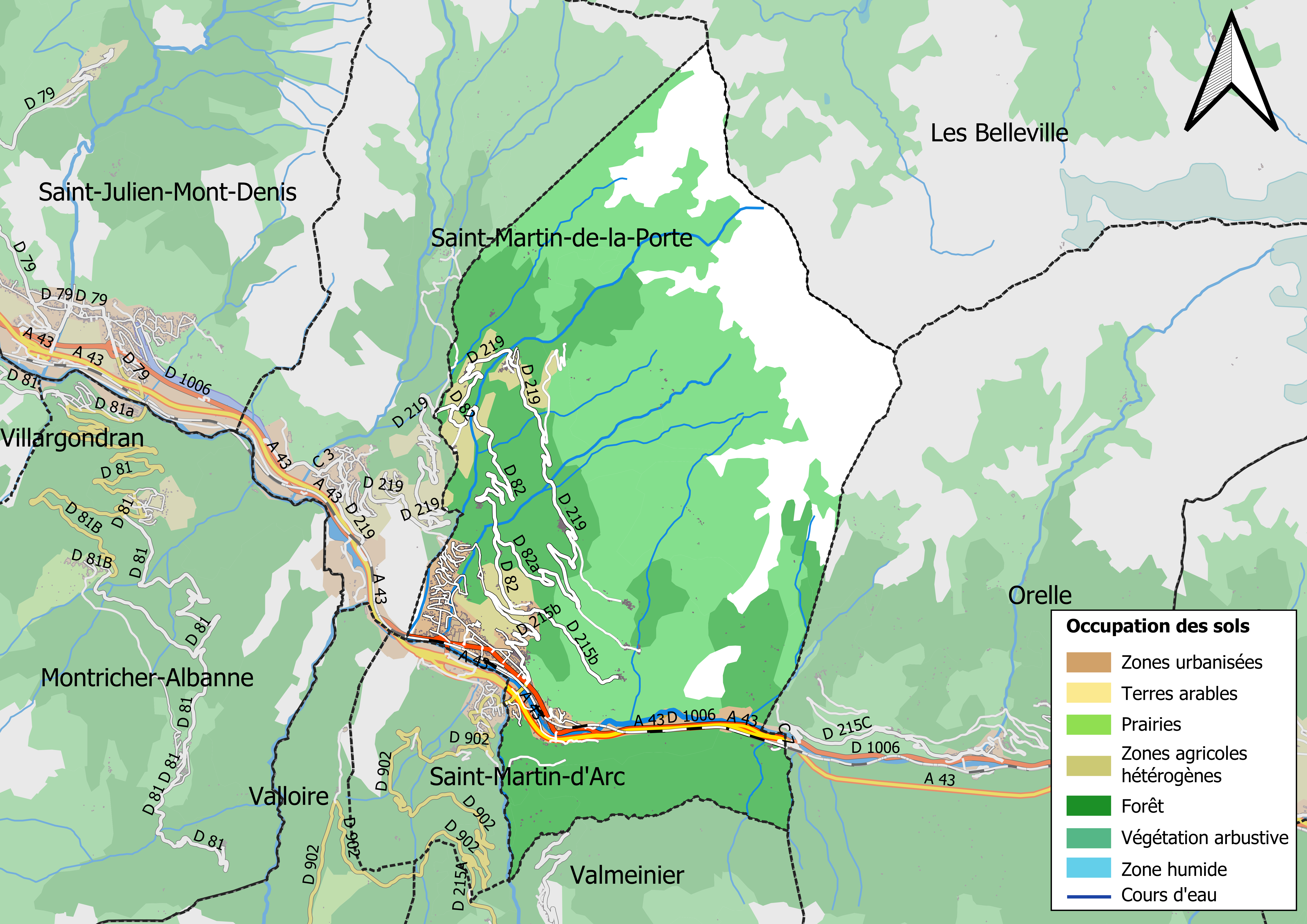
Kaart van de gemeente met de belangrijkste infrastructuur, bodemgebruik en omliggende gemeenten

## Verkeer en vervoer
In de gemeente ligt spoorwegstation Saint-Michel-Valloire.

## Demografie
Onderstaande figuur toont het verloop van het inwonertal (bron: INSEE-tellingen).

## Afbeeldingen

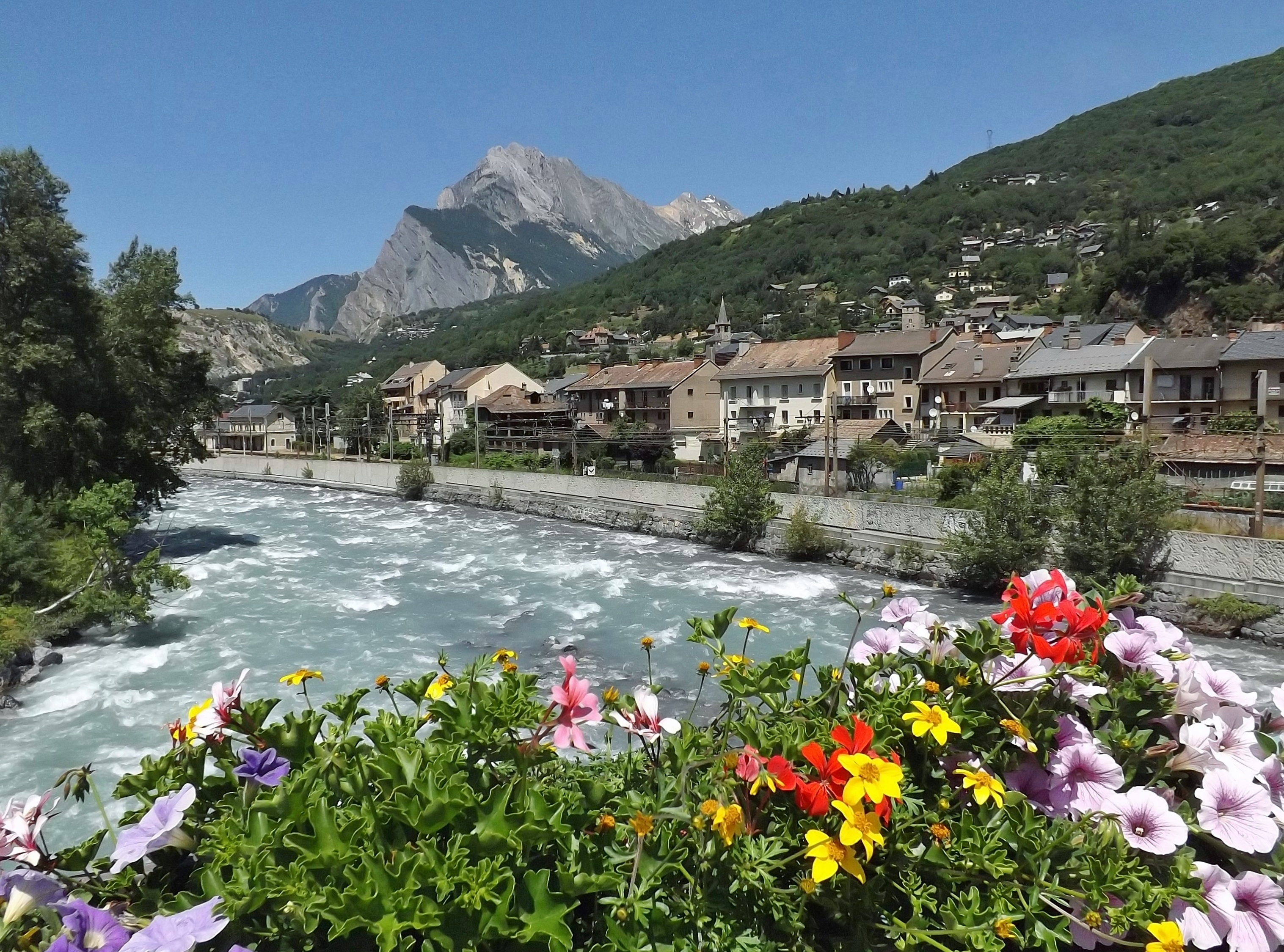
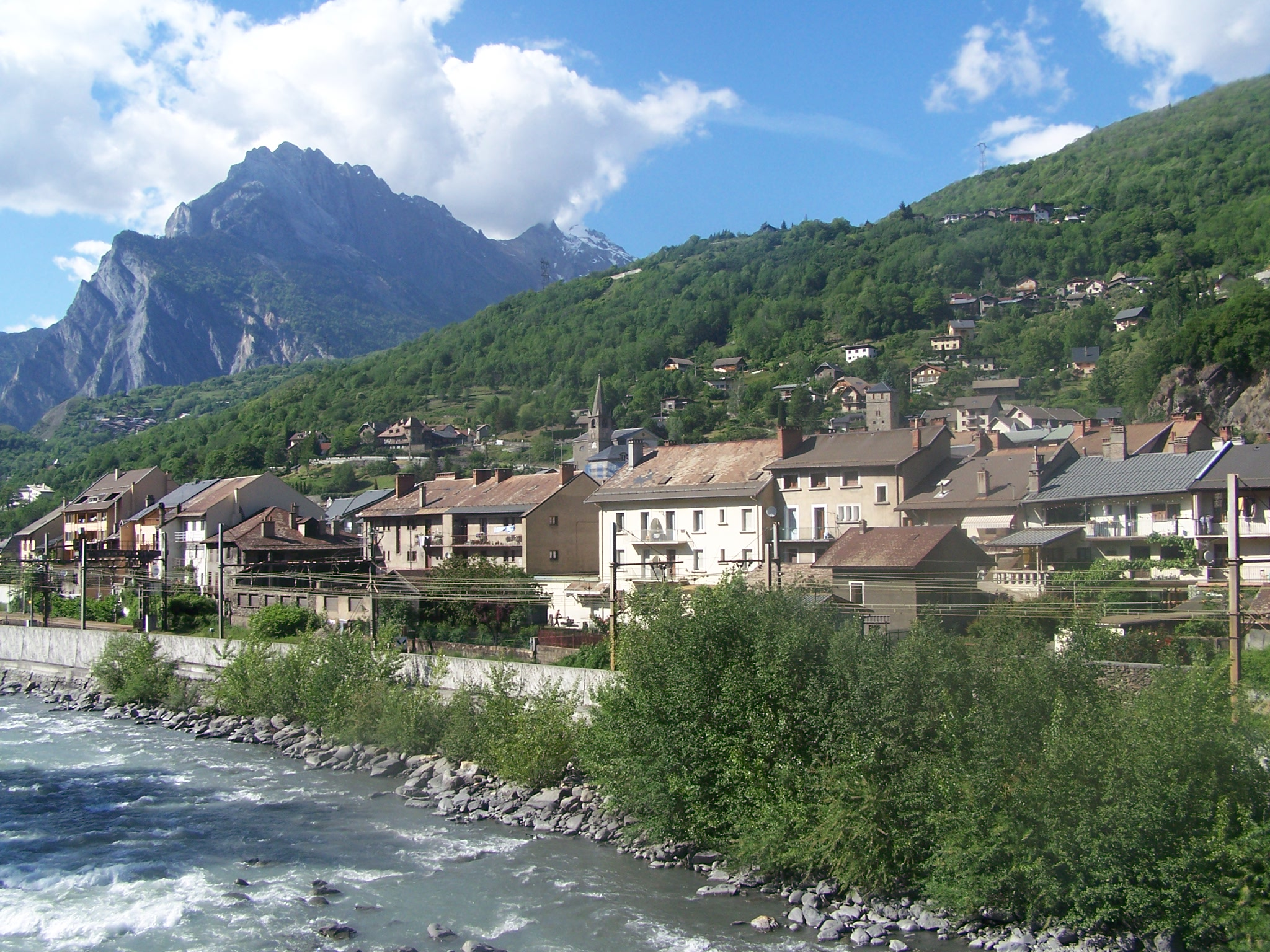